# Ситишће (Фојница)
Ситишће је насељено место у Босни и Херцеговини у општини Фојница. Административно припада Федерацији Босне и Херцеговине, односно њеном Средњобосанском кантону. Према попису становништва из 2013. у насељу је било 57 становника, а већинску популацију чинили су Хрвати.

## Становништво
По последњем службеном попису становништва из 2013. године у овом насељу живело је 57 становника, а село је било етнички хомогено са већинском хрватском популацијом.
| Националност | 2013. | 1991.       | 1981.       | 1971.       |
| Бошњаци      | —     | 11 (17,74%) | 0           | 0           |
| Хрвати       | —     | 50 (80,65%) | 17 (100,0%) | 36 (100,0%) |
| остали       | —     | 1 (1,61%)   | 0           | 0           |
| Укупно       | 57    | 62          | 17          | 36          |